# Фаррух Ясар II
Фаррух Ясар II (д/н–до 1535) — 42-й ширваншах в 1527—1528 роках.

## Життєпис
Походив з династії Дербенді. Син ширваншаха Шейх-Ібрагіма II. Є окремі згадки в перських істориків. Також 1934 року було знайдено скарб із Сальяну з 906 срібним монет з ім'ям Фаррух Ясара II.1935 року було знайдено ще одну монету останнього в скарбі з Баку.
Вважається, що 1527 року повалив свого брата Халілуллу II. закріпившись на троні достатньо часу, що почати карбувати власні монети. Втім 1528 року втратив трон, втікши до родичів в Газікумухському шамхальстві. Тут помер до 1535 року.